# 榮耀之光
《榮耀之光》（Blaze of Glory）是瓊·邦喬飛1990年Billboard Hot 100的冠軍歌曲，也是他在樂團邦喬飛以外身分唯一進排行榜的作品。在「主流搖滾榜」（Hot Mainstream Rock Tracks）也獲得了第一名的成績。

## 沿革
這首歌是許多邦喬飛迷的最愛，但事實上這首歌並不被視為邦喬飛樂團的歌曲。
這首歌特別邀請了搖滾傳奇吉他手傑夫·貝克演奏吉他。
這首歌於2005年10月被《攪拌機雜誌》選為「最適合慢慢騎馬時聽的歌」。
這首歌的歌詞也出現在驚悚遊戲沉默之丘2，歌詞寫在詹姆斯‧桑達蘭德的亡妻瑪麗寄給詹姆斯的信的背面。
在電玩遊戲星海爭霸2的神族劇情中，只要玩家在最後一個神族單位死亡前成功擊殺2250隻蟲族，就可以解開「榮耀之光」成就。
1. ↑  Fred Bronson (2003). The Billboard Book of #1 Hits, 5th Edition (Billboard Publications), page 764.
2. ↑  Joel Whitburn (2004). The Billboard Book of Top 40 Hits, 8th Edition (Billboard Publications), page 73.